# Tabela de Patentes de Pedro, o Grande

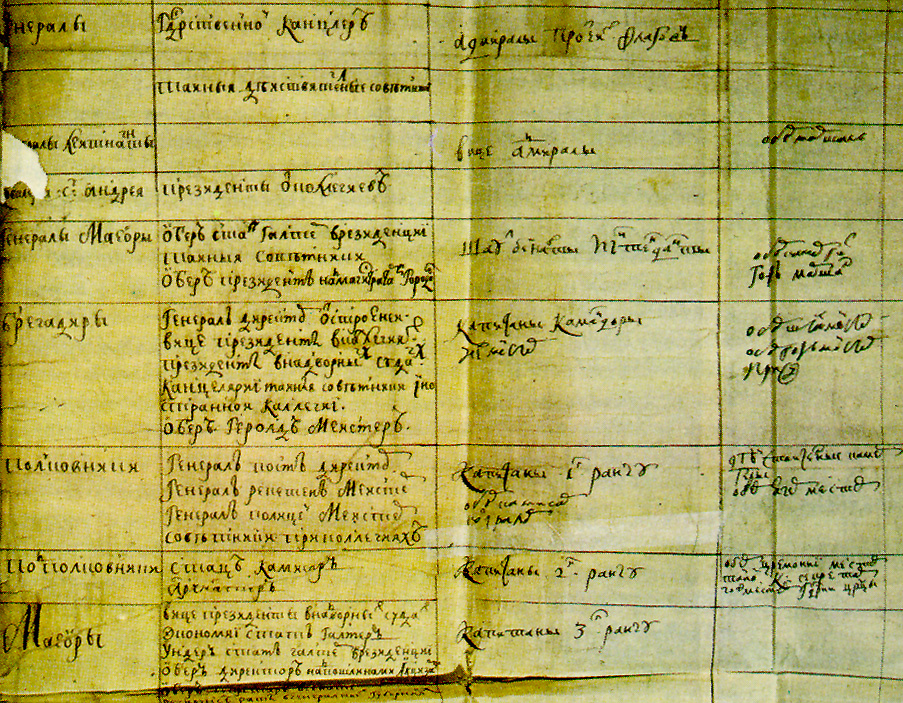
A tabela de 1722.

A Tabela de Patentes de Pedro, o Grande, de 1722, foi promulgada pelo monarca Pedro, o Grande, na Rússia. Tratava-se de uma Tabela de Patentes civis e militares que deveria governar a ascensão nos postos governamentais  (em russo, Табель о рангах). A ideia era criar uma carreira com elementos de meritocracia que obrigasse os nobres do império a prestar serviços ao estado concorrendo também com pessoas não nobres. A Tabela, com modificações introduzidas pelos czares posteriores, vigorou até a Revolução de 1917.
Em 2016, foi publicada a primeira versão da Tabela de Patentes em português. O historiador Angelo Segrillo (Departamento de História - Universidade de São Paulo) realizou a primeira tradução completa da Tabela de Patentes original promulgada por Pedro, o Grande, para este idioma. A referida tradução tem acesso franqueado e pode ser acessada livremente por aqueles interessados através do portal eletrônico do Laboratório de Estudos da Ásia do Departamento de História da Universidade de São Paulo: http://www.usp.br/lea/arquivos/russiaoh_lea.pdf.

## Ligações Externas
- Laboratório de Estudos da Ásia do Departamento de História da Universidade de São Paulo (LEA-USP).